# Дельфи, Кристин
Кристин Дельфи (фр. Christine Delphy, род. 9 декабря 1941, XIV округ Парижа) — французская феминистка, социолог, писательница и теоретик. Известна своим новаторским материалистическим феминизмом, она была соучредительницей французского освободительного движения (Mouvement de Libération des Femmes, или MLF) в 1970 году и журнала «Nouvelles questions féministes» («Новые феминистические вопросы») с Симоной де Бовуар в 1981 году.

## Биография
Родилась в 1941 году у владельцев местной аптеки. В документальном фильме о её жизни и идеях «Je ne suis pas féministe, mais…» («Я не феминистка, но…») Дельфи описывает раннее феминистическое сознание в наблюдении за родителями: хотя ведение аптеки было трудоёмким для них обоих, но когда они приходили домой на обед, отец отдыхал и читал газету, пока мать была обязана приготовить еду, а затем помыть посуду, прежде чем они оба вернутся на работу.
Однако Дельфи не всегда определяла себя как феминистку из-за стигмы вокруг этого термина. В телевизионном интервью в 1985 году она описала период своей жизни, когда регулярно выступала с комментариями: «Je ne suis pas féministe, mais…» (фраза, от которой фильм берёт название).

## Образование
Дельфи изучала социологию в Чикагском университете, Парижском университете и Калифорнийском университете в Беркли. Вернувшись во Францию, Кристин была заинтересована в проведении диссертационного проекта о женщинах, но она описывает в «Je ne suis pas féministe, mais…» встречу с сопротивлением этой теме у своего тогдашнего советника Пьера Бурдьё, который сказал Дельфи, что никому бы не посоветовал этот проект, поскольку никто не исследует женщин (хотя французские социологи, такие как Андре Мишель, уже публиковали значительные исследования). Дельфи согласилась заниматься сельской социологией, но вопрос о женщинах и особенно об их экономической роли также встал в этом проекте. «Я поняла, что существует целый набор товаров, которые абсолютно не проходят через рынок», причём большая часть экономических вкладов женщин функционирует как неоплачиваемый, в отличие от наёмного труда, занимавшего центральное место в теориях капиталистического угнетения (то есть класс капиталистов извлекает значение между зарплатой, которую они выплачивают рабочим, и фактической стоимостью того, что делают рабочие). «В определенной степени, контур [Большого опуса Дельфи] Главного врага уже был там. Выявление не просто экономической эксплуатации женщин, а конкретной формы экономической эксплуатации».

## Академическая карьера
Дельфи устроилась на должность научной сотрудницы в 1978 году и претендовала на должность директора (профессора) по научным исследованиям примерно в 1990 году, но ей понадобилось девять лет, чтобы получить это повышение. Она столкнулась с явной дискриминацией по отношению к себе как к лесбиянке. В «Je ne suis pas féministe, mais…» она описывает инцидент, когда сотрудник факультета, ответственный за пересмотр её работы, отклонил исследования и рецензирование, а затем добавил резолюцию: «Плюс, она гомосексуалистка».

## Общественная деятельность
Дельфи прибыла в США в 1962 году в период движения за гражданские права. Как она потом говорила, что именно в США она прибыла, чтобы увидеть реальность расизма. «Расизм существовал дома во Франции, но я его не видела». В 1965 году Дельфи оставила Беркли, чтобы работать в Вашингтонской городской лиге, и благодаря этому опыту деятельности в движении за гражданские права развила веру в ценность угнетённых групп (таких как женщины), которые развивают автономные активистские движения, как это делали афроамериканцы. Она вернулась во Францию, а в мае 1968 года приняла участие в феминистической группе FMA (Féminin Masculin Avenir), которая вместе с другими группами создала Женское освободительное движение (Mouvement de Libération des Femmes, или MLF). В августе 1970 года Дельфи и другие члены MLF принесли цветы «неизвестной жене неизвестного солдата», первой акции MLF, привлекшей внимание СМИ. Дельфи — открытая лесбиянка и член Gouines rouges («Красные лесбиянки»).
В 1971 году она добавила своё имя к Манифесту трёхсот сорока трёх, публично заявив, что сделала аборт, когда это было незаконно во Франции.
В последние годы реализация французского закона про светскость и заметные религиозные символы в школах 2004 года — закона, который включает запрет французским ученицам-мусульманкам носить платки на школьной территории — привела к проблемам и дискриминации французских мусульманских женщин, на это обратила внимание Дельфи. В ответ на это Дельфи столкнулась с реакцией многих французских феминисток, которые поддерживают закон, критикуя эту её позицию как лицемерную и расистскую.

## Идеи
Материалистический феминизм
Была пионеркой материалистического феминизма, применяя материалистический подход к гендерным отношениям. Дельфи анализирует неравенство между мужчинами и женщинами, которое базируется на материальной экономической основе, в том числе на внутренних производственных отношениях. Этот пересмотр марксизма поставил под сомнение идею, что существуют лишь капиталистические классы. Для Дельфи пол также является позицией в способе домашнего труда. С этой точки зрения, главным врагом женщины как класса является патриархат. Она также разработала анализ гендера, утверждая, что гендер предшествует полу. Её теория является знаковой в процессе денатурализации секса, являющейся маркером пола.
С Николь-Клодом Матье, Эммануэлем де Лессепсом, Колетт Гийомен, Моник Виттиг и Паолой Табет Дельфи основала материалистическую школу феминизма. Материалистический феминизм особенно присутствует в журнале «Nouvelles questions feministes», которым до сих пор управляет Дельфи.
Против эссенциализма и так называемого «французского феминизма»
Дельфи ставит под сомнение биологический эссенциалистский взгляд на пол, даже когда он происходит из женского движения. Также она критикует «изобретение» понятия «французского феминизма». Данное понятие придумала Дельфи и утверждает, что его суть состоит в том, что большинство французских феминисток против эссенциализма, и крайне мало кто поддерживает то, что в США называли «французским феминизмом». Для Дельфи американское изобретение «французского феминизма» имело политическую цель: принятие эссенциализма среди англо-американских феминисток (ожидалось, что они подумают: если француженки думают так, мы должны это уважать и принимать).
Все эти идеи детально разработаны во многих статьях 1970-х, 1980-х и 1990-х годов: в «Феминистических вопросах» и «Нувелевых вопросах феминистов» и были опубликованы в книгах: «L’Ennemi principal, том 1.: L'Économie politique du patriarcat» (1997) и «L’Ennemi principal, том 2: Penser le genre» (2001).